# 趙新 (咸豐進士)
趙新（1809年—1876年），字又銘，福建省福州府侯官縣（今屬福州市區）人。清朝政治人物、學者。咸豐年間以進士入翰林，曾以正使身份出使琉球國，冊封新國王尚泰。官至陝西督糧道。

## 生平
少年時，師從於趙在田學習。咸豐二年（1852年）中進士，选庶吉士，散館授检讨。累典江西、广西乡试，转左春坊赞善。1865年（同治四年），因琉球王世子尚泰請封，充冊封正使，與副使于光甲一同出使琉球，翌年至其國。歸國後，著《續琉球國志略》二卷。
同治六年（1867年），出為陕西督粮道，總理漕務，年年都能盈利。後告老還鄉。光緒三年（1876年）病卒，年六十九歲。

## 著作
趙新嗜好讀書，他能貫穿諸子百家，尤其熟於《六經》、《三史》。他能文能詩，並在朝中以英才碩學而知名。著有《周易述》四卷、《易漢學拟旨》一卷、《續琉球國志略》二卷、《雜著》四卷、《詩文集》若干卷。

## 墓葬
趙新墓位於今福州市倉山區建新镇劳光村下店自然村的九龙山上。2016年遭到盗掘。

## 腳註
1. ↑  .   [2013-08-31]. （原始内容存档于2016-04-22）.
2. ↑  . 中國評論新聞網. 2016-04-16. （原始内容存档于2017-01-09）.